# Sagephora phortegella
Sagephora phortegella är en fjärilsart som beskrevs av Edward Meyrick 1888. Sagephora phortegella ingår i släktet Sagephora och familjen äkta malar. Inga underarter finns listade.